# Tisir Al-Antaif
Tisir Al-Antaif (in arabo تيسير الأنتيف‎?; Dammam, 16 febbraio 1974) è un ex calciatore saudita, di ruolo portiere.